# امرسون دا کونسیسائو
امرسون دا کونسیسائو (به پرتغالی: Emerson da Conceição) مدافع اهل برزیل است که در شهر سائوپائولو و در تاریخ ۲۳ فوریهٔ ۱۹۸۶ به دنیا آمده‌است.
امرسون دا کونسیسائو در تیم‌های فوتبال Corinthians-PA ،لیل،بنفیکا،باشگاه فوتبال ترابزون‌اسپور، رن- سابقهٔ حضور دارد.